# Kerivoula picta
Kerivoula picta — вид рукокрилих родини Лиликові (Vespertilionidae).

## Поширення
Країни поширення: Бангладеш, Камбоджа, Китай, Індія, Індонезія (Балі, Ява, Калімантан, Малуку, Суматра), Лаос, Малайзія (Сабах, Саравак), М'янма, Непал, Шрі-Ланка, Таїланд, В'єтнам. Висотний діапазон проживання: від рівня моря до 1500 м над рівнем моря. Мешкає в сухих листяних лісах.

## Морфологія
Тіло і хвіст однакової довжини. Довжина тіла становить від 3 до 5,5 см. Довжина хвоста становить від 3 до 5,5 см. Розмах крил 18-30 см. Забарвлення яскраво-оранжеве або червоне, з чорними крилами та помаранчевими пальцями. Невеликі групи цих тварин під час відпочинку часто зустрічаються в найнесподіваніших місцях. Яскраве нерівномірне забарвлення служить камуфляжем.

## Загрози та охорона
Загалом немає серйозних загроз для цього виду. Вид зареєстрований у кількох природоохоронних територіях.